# Zakliczyn
Zakliczyn é um município da Polônia, na voivodia da Pequena Polônia e no condado de Tarnów. Estende-se por uma área de 4,02 km², com 1 678 habitantes, segundo os censos de 2016, com uma densidade de 417,4 hab/km².